# Atractotomus parvulus
Espèce
Atractotomus parvulus est une espèce d'insectes hémiptères de la famille des Miridae.

## Description
Comme A. magnicornis et A. mali, A. parvalus est une petite punaise de couleur noire ou rouge-brun foncée, dont la surface supérieure est couverte de soies dorées ou argentées.
L'adulte a une taille d'environ 3 mm.
Le premier segment de l'antenne est cylindrique chez le mâle comme chez la femelle, tandis que le deuxième segment est épaissi chez la seule femelle. Il partage cette caractéristique avec A. magnicornis, chez qui le deuxième segment de l'antenne est un peu plus long.
A. parvalus affectionne le pin sylvestre tandis que A. magnicornis préfère l'épicéa commun.

## Répartition
Atractotomus parvulus se rencontre de la Grande-Bretagne et la France jusqu'à l'Ouest de la Pologne et de la République tchèque.
On le rencontre également dans le Sud de la Suède et de la Norvège où cette espèce est enregistrée comme invasive,.
Elle est également signalée en Croatie et dans le Nord du Maroc.

## Systématique
Le nom valide complet (avec auteur) de ce taxon est Atractotomus parvulus Reuter, 1878.
Atractotomus parvulus a pour synonymes :
- Atractotomus brevicornis Reuter, 1899
- Atractotomus mirificus Woodroffe, 1971
- Atractotomus parvulus Wagner & Weber, 1964